# ۳۰ روباه
۳۰ روباه یک ستاره است که در صورت فلکی روباهک قرار دارد.